# Herb powiatu brzozowskiego

Projekt odrzucony przez Komisję Heraldyczną

Herb powiatu brzozowskiego – jeden z symboli powiatu brzozowskiego, autorstwa Włodzimierza Chorązkiego i Mariusza Palucha, ustanowiony 29 stycznia 2010.

## Wygląd i symbolika
Herb przedstawia na tarczy w polu błękitnym pół orła dwugłowego, ukoronowanego, złotego, pod którym ostrzew brzozowa barwy naturalnej w pas, z odrastającymi w dół trzema liśćmi złotymi.
Dwugłowy orzeł w obu projektach nawiązuje do herbu ziemi sanockiej, której tereny obecnego powiatu brzozowskiego były częścią od lat siedemdziesiątych XIV wieku do roku 1772. Brzoza natomiast nawiązuje do nazwy stolicy powiatu, Brzozowa, jak również do starego herbu miasta, używanego do 2009 roku. Błękit pola tarczy odwołuje się do barw z herbu ziemi sanockiej, a także symbolizuje czyste niebo i rzekę San, przepływającą przez powiat. Błękit jest również kolorem wiary i Matki Bożej. Natomiast złoto (żółcień) symbolizuje Boski majestat, a także króla, jako Pomazańca Bożego, objawienie Ducha Świętego oraz szlachetność.